# Клетбах
Клетбах (њем. Klettbach) општина је у њемачкој савезној држави Тирингија. Једно је од 75 општинских средишта округа Вајмарер Ланд. Према процјени из 2010. у општини је живјело 1.314 становника. Посједује регионалну шифру (AGS) 16071043.

## Географски и демографски подаци
Клетбах се налази у савезној држави Тирингија у округу Вајмарер Ланд. Општина се налази на надморској висини од 385 метара. Површина општине износи 15,2 km². У самом мјесту је, према процјени из 2010. године, живјело 1.314 становника. Просјечна густина становништва износи 86 становника/km².